# ISAPI
ISAPI(Internet Server Application Programming Interface, 인터넷 서버 애플리케이션 프로그래밍 인터페이스)는 마이크로소프트의 윈도우 기반 웹 서버 서비스 모음인 IIS(인터넷 정보 서비스)의 다층 구조 API이다. IIS와 ISAPI의 가장 두드러진 응용 프로그램은 마이크로소프트의 웹 서버이다.
ISAPI는 또한 아파치의 mod_isapi 모듈에 의해 구현되어 마이크로소프트 IIS용으로 작성된 서버측 웹 애플리케이션을 아파치와 함께 사용할 수 있다. 제우스 웹 서버와 같은 다른 타사 웹 서버도 ISAPI 인터페이스를 제공한다.
마이크로소프트의 웹 서버 응용 소프트웨어는 인터넷 정보 서비스라고 하며, 이는 여러 "하위 응용 프로그램"으로 구성되어 있으며 구성이 매우 쉽다. ASP.NET은 프로그래머가 마이크로소프트 .NET CLR에서 지원하는 프로그래밍 언어(VB.NET, C 샤프, F 샤프)를 선택하여 웹 응용 프로그램을 작성할 수 있도록 하는 IIS의 일부이다. ISAPI는 단순성을 희생하면서 훨씬 더 나은 성능을 제공하는 훨씬 낮은 수준의 프로그래밍 시스템이다.

## 같이 보기
- 인터넷 정보 서비스
- 서버 애플리케이션 프로그래밍 인터페이스
- C++
- PHP
- FastCGI